# Jerry Seinfeld
Jerome "Jerry" Seinfeld (Brooklyn, New York, 29. travnja 1954.), američki glumac i stand up komičar.
Jerry Seinfeld postao je svjetski poznat po višestruko nagrađivanom TV serijalu Seinfeld koji se prikazivao od 1989. do 1998. na programu američke televizije NBC.

## Počeci
Nakon diplome na Queens Collegeu, 1976., Jerry Seinfeld počinje nastupati po klubovima i na televiziji. Godine 1981. uspješno nastupa kod Johnnyja Carsona, na The Tonight Showu (NBC), nakon čega postaje redovit gost sličnih emisija (Late Night with David Letterman, The Merv Griffin Show i dr.).

## Seinfeld
Godine 1989., pod prvotnim nazivom The Seinfeld Chronicle, na televiziji NBC započinje emitiranje sitcoma, nastalog u suradnji Jerryja Seinfelda i Larryja Davida. Osim Seinfelda samoga, u stalnoj postavi nastupaju Julia Louis-Dreyfus, Michael Richards i Jason Alexander.
U četvrtoj sezoni prikazivanja, Seinfeld postaje najpopularniji i najuspješniji sitcom na američkoj televiziji.
Godine 1998. Jerry Seinfeld donosi odluku o prekidu snimanja serijala. Usprkos ponudama NBC-ja, koji mu za nastavak snimanja nudi 5.000.000 dolara po epizodi, Jerry Seinfeld ostaje pri svojoj iznenađujućoj odluci, s komentarom da nikada ne bi mogao potrošiti toliku svotu novca. U 9 sezona Seinfelda sveukupno je prikazano 180 epizoda.

## NakonSeinfelda
Po završetku serijala, Jerry Seinfeld se vraća stand-up komediji, nastupima po klubovima i gostovanjima na televiziji.
Autor je knjiga:
- Seinlanguage (1993) - donosi najuspješnije dosjetke s njegovih komičarskih nastupa (prevedeno i na hrvatski)
- Halloween (2002) - knjiga za djecu

Godine 1999. vjenčao se s Jessicom Sklar, s kojom ima troje djece.

## Citati
»Ne postoji takvo nešto kao što je "zabava za cijelu obitelj".«
»Ponekad su neutabane staze s razlogom neutabane.«
»U muškim je časopisima jako malo savjeta, jer muškarci ne smatraju da baš ima toga što oni ne bi znali. Žene suprotno. Žene hoće učiti. Muškarci misle, "znam što radim, samo mi pokažite golu žensku".«
»Zašto je ozbiljna veza muškarcu takav problem? Ono, iz nekog razloga, kad muškarac vozi autoputem ljubavi, suputnica mu je poput odmorišta, no on tu ne želi stati. Želi nastaviti voziti. A žena je, u smislu, "gle, gorivo, hrana, prenoćište, evo nam odmorišta, tu je sve što nam treba za sreću... Siđi ovdje, sad!". No muškarac se usredotoči na znak ispod, gdje stoji: "iduće odmorište 43 km" i misli, "stignem". Nekad stigne, a nekad ne. [...]«